# Карманов, Дмитрий Сергеевич
Дмитрий Сергеевич Карманов (ум. 15 февраля 1988) — советский хозяйственный деятель, Герой Социалистического Труда.

## Биография
Родился в 1907 году в селе Маресьеве. Член КПСС с 1939 года.
С 1927 года — на хозяйственной работе. В 1927—1969 гг. — бригадир полеводческой бригады в местном колхозе «Красные горки», председатель колхоза «Искра» Краснооктябрьского района Горьковской области, участник Великой Отечественной войны, командир расчёта станкового пулемёта в составе 322-й стрелковой дивизии, председатель колхоза «Искра» Краснооктябрьского района Горьковской области.
Указом Президиума Верховного Совета СССР от 30 апреля 1966 года присвоено звание Героя Социалистического Труда с вручением ордена Ленина и золотой медали «Серп и Молот».
Умер в родном селе Маресьеве в 1988 году.